# Procolophonoidea
Die Procolophonoidea sind eine ausgestorbene Gruppe der Parareptilien, die etwa 60 Mio. Jahre lang vom Oberperm bis zur Obertrias lebte und während der Trias einen beachtlichen Artenreichtum hervorbrachte. Fossile Zeugnisse wurden auf den meisten Kontinenten (bis auf Südamerika und Australien) gefunden.

## Anatomische Merkmale

### Schädel
Ein charakteristisches Merkmal des Schädels der Gruppe ist eine mehr oder weniger hinter dem Auge erweiterte Augenhöhle. Dieses Pseudoschädelfenster erweiterte bei den anapsiden Procolophonoidea die Verankerung der Kiefermuskulatur. Eine große Einbuchtung im Quadratum und der schmale Stapes im Mittelohr legen das Vorhandensein eines Trommelfells (Tympanum) nahe, was den Procolophonoidea ermöglicht hätte, hochfrequente Töne zu hören. 
Die frühen Procolophonoidea hatten eine dünne Schädeldecke und zahlreiche kleine, nadelartige Zähne. Procolophon aus der Untertrias von Südamerika und Antarktika war 30 bis 40 Zentimeter lang, spätere Formen wurden viel größer und hatten einen vergrößerten und an verschiedenen Stellen verdickten Schädel. Hornartige Stacheln am Quadratojugalen des Hinterkopfes und der unteren Wangenregion dienten möglicherweise der Verteidigung. Die Anzahl der seitlich verbreiterten Zähne dieser späteren Arten ist gering. Die stumpfen, pflockförmigen Backenzähne kamen beim Zubeißen zur Okklusion, wahrscheinlich eine Anpassung an faserreiche Pflanzennahrung aber auch der Verzehr von Gliedertieren (Arthropoda) mit gut entwickelter Cuticula erscheint mit dieser Bezahnung möglich.

### Körperskelett
Das postcraniale (= hinter dem Schädel liegende) Skelett der Tiere ist primitiv. Die seitlich abstehenden Beine ermöglichten einen Kriechgang. Die Befestigung des Beckens ist durch eine dritte Kreuzbeinrippe verstärkt. Die Neuralbögen der Wirbel sind erweitert. Die verbreiterten Füße lassen auf eine gewisse Grabetätigkeit schließen.

## Systematik
Die systematische Stellung der Procolophonoidea ist nicht abschließend geklärt. In der Vergangenheit wurden sie als eine den Reptilien nahestehende Gruppe betrachtet, heute stellt man die Gruppe zu den Parareptilien. Ihre Stellung innerhalb dieser Reptiliengruppe ist Gegenstand wissenschaftlicher Debatten, manche halten sie für die nächsten Verwandten der Schildkröten, während andere meinen, dies treffe auf die Pareiasauridae zu.

## Literatur

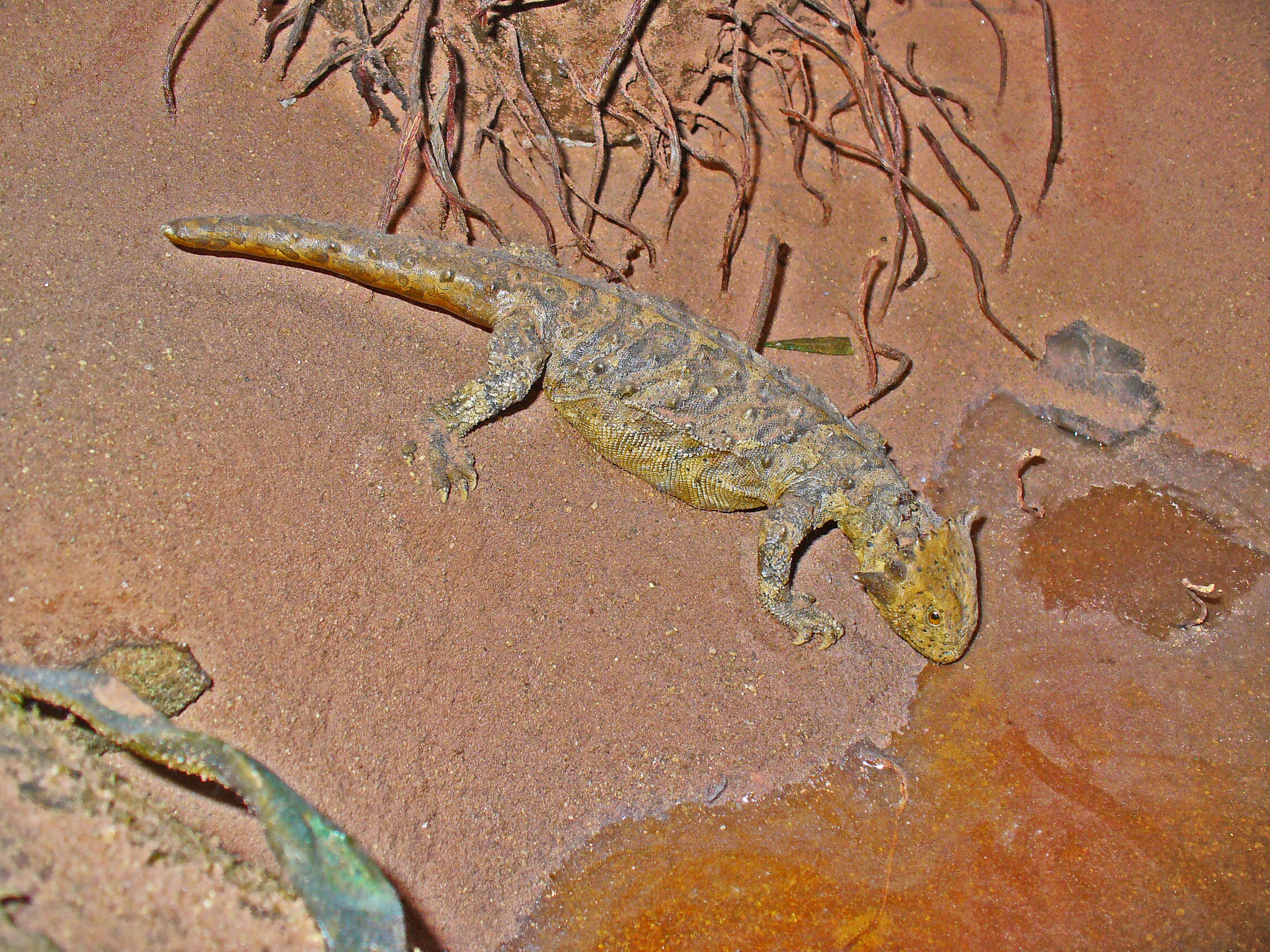
Hypsognathus. Modell in Lebensgröße

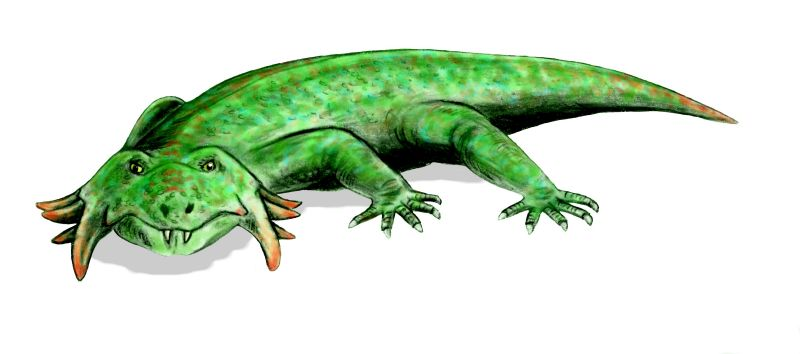
Die Lebendrekonstruktion von Hypsognathus zeigt neben dem für die gesamte Gruppe typischen Spreizgang auch deutlich die Stacheln der späteren Procolophonoiden